# إميليو خورخي رودريغيز
إميليو خورخي رودريغيز هو كاتب مقالات كوبي، ولد في 1947 في كوبا.